# Hetov
Hetov (německy Hettau) je zaniklá vesnice v okrese Teplice. Stávala asi čtyři kilometry severovýchodně od Hrobčic a pět kilometrů jihovýchodně od Bíliny. Zůstalo po ní katastrální území Hetov o výměře 2,97 km².
Hetov stával na úpatí České středohoří. Od patnáctého století býval součástí větších panství v Kostomlatech a Milešově a samostatný statek z něj vznikl až na konci osmnáctého století. Obyvatelé vsi většinou pracovali v zemědělství. Vesnice zanikla ve druhé polovině dvacátého století v důsledku budování Radovesické výsypky.

## Název
Název vesnice je odvozen z osobního jména Het ve významu Hetův dvůr. V historických zprávách se objevuje ve tvarech: in hetowie (1418), s hetowym (1524), Hetov (1524), w Hettawie (1549), ve vsi Hetove (1583), Hettow (1787) a Hettau nebo Hettow (1833).

## Historie
První písemná zmínka o Hetovu pochází z roku 1418, kdy vesnice patřila k panství hradu Kostomlaty, jehož součástí zůstala nejméně do roku 1524. Později byl Hetov součástí milešovského panství Kaplířů ze Sulevic. Adamu Kaplířovi ze Sulevic byla za účast na stavovském povstání v letech 1618–1620 zkonfiskována většina majetku, ale statky Tuchořice a Hetov mu zůstaly jako léno. Vzhledem ke svému náboženskému vyznání ale Adam Kaplíř opustil Čechy, a oba statky za něj spravoval zeť Zikmund Vilém Licek z Hazmburka.
Po Adamově smrti daroval roku 1637 císař Ferdinand III. Hetov plukovníkovi Achillovi de Soy, jehož synové statek v roce 1649 prodali rytíři Martinovi z Bachonhay. Ve vsi tehdy žili čtyři sedláci a deset chalupníků. Koncem sedmnáctého století Hetov připadl opět k milešovskému panství, které tehdy vlastnil Jan Leopold Hrzán z Harasova.
V roce 1787 vesnici od Hrzánů koupil Jan Nepomuk Hampel a učinil z ní centrum drobného panství. V poplužním dvoře přestavěl jednu z budov na barokní zámek a východně od Hetova založil osadu Rosenfeld. Na polích pěstoval především pšenici, kterou dodával do Bíliny, a ve vsi vybudoval pivovar a vinopalnu. Časem se ale zadlužil, a roku 1826 nebo 1833 proto panství prodal bílinskému poštmistrovi Karlu Stöhrovi. Podle některých zdrojů nechal starou dřevěnou tvrz přestavět hospodářský dvůr se zámkem teprve Karel Stöhr.
Roku 1832 postihla obyvatele okolních vesnice epidemie cholery, ale v Hetově jí podlehl pouze jeden člověk. Údajně to bylo přispěním manželky místního sládka, která jako prevenci před onemocněním vařila bylinné čaje.
Novým majitelem hospodářského dvora se v roce 1851 stala měšťanská rodina Mitreitrů, která statek koupila za 70 000 zlatých. V té době byl zámek přestavěn ve stylu nizozemské renesance. Ve vsi stálo 35 převážně zděných domů, v nichž žilo 163 obyvatel, kteří pracovali především v zemědělství. Rozvíjelo se ovocnářství, chov dobytka a část obyvatel se živila také prací v lese nebo nádenictvím. Roku 1909 měl Hetov sbor dobrovolných hasičů, na polích hospodařilo pět sedláků a řemeslo provozovali kovář, pokrývač, dva ševci. Ve vesnici fungovaly dvě hospody a dva obchody.
Vesnice zanikla v důsledku budování Radovesické výsypky tehdejšího velkolomu Maxim Gorkij. Její obyvatelé byli vystěhováni v letech 1969–1975 na bílinské sídliště Za Chlumem a zástavba vsi byla zbořena. Jedinou dochovanou stavbou je drobná návesní kaple.

## Přírodní poměry
Vesnice stávala v jihozápadní části Českého středohoří v nadmořské výšce 425 metrů mezi kopci Lysák a Zaječí vrch.

## Obyvatelstvo
Při sčítání lidu v roce 1921 zde žilo 206 obyvatel (z toho 111 mužů), z nichž bylo šedesát Čechoslováků, 143 Němců a jeden cizinec. Většina lidí se hlásila k římskokatolické církvi, ale dva byli evangelíci, čtyři židé, jeden patřil k jiným nezjišťovaným církvím a 27 lidí bylo bez vyznání. Podle sčítání lidu z roku 1930 měla vesnice 232 obyvatel: 51 Čechoslováků, 180 Němců a jeden cizinec. Stále převládala římskokatolická většina, ale čtrnáct lidí patřilo k evangelickým církvím, jeden k církvi československé a dvanáct lidí bylo bez vyznání.
|                                                                 | 1869 | 1880 | 1890 | 1900 | 1910 | 1921 | 1930 | 1950 | 1961 | 1970 |
| --------------------------------------------------------------- | ---- | ---- | ---- | ---- | ---- | ---- | ---- | ---- | ---- | ---- |
| Obyvatelé                                                       | 160  | 163  | 171  | 169  | 169  | 206  | 232  | 105  | 101  | 61   |
| Domy                                                            | 34   | 35   | 35   | 35   | 37   | 34   | 38   | 42   | —    | 18   |
| Počet domů z roku 1961 je zahrnut v domech místní části Razice. |      |      |      |      |      |      |      |      |      |      |

## Pamětihodnosti
V centru vesnice stával obdélníkový areál hospodářského dvora se zámkem. Zámecká budova s okrouhlou nárožní věží bývala směrem do dvora patrová, zatímco severovýchodní vnější strana jen přízemní. Dovnitř se vstupovalo třemi vchody. Prostřední z nich byl tvořen segmentově klenutým portálem, nad nímž býval balkon. Druhý balkon býval v polovině výšky věže a tu zakončovala kuželková balustráda. Na jižní straně k zámku přiléhala hospodářská budova. Další hospodářské stavby stály na západní a severní straně dvora. Byly postaveny z masivního zdiva a na západě byly podepřeny pěticí mohutných pilířů.